# Louis Koo
Louis Koo Tin-Lok, (traditioneel Chinees: 古天樂, versimpeld Chinees: 古天乐, pinyin: Gǔ Tiānlè) (Hongkong, 21 oktober 1970) is een Chinees acteur.
Louis Koo won twee keer de TVB-prijs voor de 'Meest Populaire Mannelijke Artiest' met 'Detective Investigation Files IV' en 'A Step Into The Past' in de tijd dat hij in dramaseries op televisie speelde. Tegenwoordig richt hij zich meer op het maken van films. Hij is ook woordvoerder geweest voor verschillende bedrijven, zoals Pepsi en Lay's.

## Carrière
Voordat hij de wereld van showbizz binnenkwam zat Louis Koo eerst 22 maanden in de cel voor een roof. De nog jonge Koo had nooit echt goede scholing genoten en besloot pas toen hij uit de gevangenis kwam om een echt, eerlijk leven te gaan leiden.

### Als acteur
Koo begon zijn carrière op de televisie als model en karaokezanger bij MTV, voordat hij in 1993 een contract kreeg bij TVB, een der grootste televisiekanalen van Hongkong. Vanaf dat moment af aan rees zijn ster en vandaag de dag heeft hij in verscheidene succesvolle televisieseries, zoals de remake van 'Return of the Condor Heroes' in 1995, en tientallen reclames gespeeld. In 1999 kreeg Louis dan ook de prijs voor 'Meest Populaire Mannelijke Artiest' van TVB, voor zijn rol in 'Detective Investigation Files IV'. In 2001 won hij deze prijs opnieuw met 'A Step into the Past'.
Koo stapte in 2001 met 'A Step Into The Past' af van zijn koele en terughoudende rol die hij altijd speelde, door zich een humorvollere en zorgelozere rol aan te meten. Deze ontboezeming opende de weg naar een reeks romantische komedies, met een eigen "Louis Koo" element. Ook vergrootte hij hiermee zijn schare fans.
Hij won in 2006 de prijs voor de 'Meest Geliefde Acteur' bij de Hong Kong UA Film Awards 2006 voor zijn rol in 'Election 2'.

### Als zanger
Behalve acteren doet Louis Koo ook aan het zingen van openingstunes voor de series waar hij in speelt. Naast deze openingstunes heeft hij ook verschillende, van de televisie losstaande liedjes en albums gemaakt, zoals het album 'Mr.Cool'.

## Filmografie

### Films
| Jaar | Titel                      | Hong Kong Film Award          |
| ---- | -------------------------- | ----------------------------- |
| 2009 | Overheard                  |                               |
| 2009 | All's Well, Ends Well 2009 |                               |
| 2009 | Accident                   |                               |
| 2008 | Connected                  |                               |
| 2008 | Run Papa Run               | Nominatie voor 'Beste Acteur' |
| 2007 | Flash Point                |                               |
| 2007 | Triangle                   |                               |
| 2007 | Protégé                    | Nominatie voor 'Beste Bijrol' |
| 2007 | Happy Birthday             |                               |
| 2006 | Rob-B-Hood                 |                               |
| 2006 | Dragon Tiger Gate          |                               |
| 2006 | Election 2                 |                               |
| 2005 | Election                   |                               |
| 2004 | Throw Down                 |                               |
| 2004 | The Lion Roars             |                               |
| 2004 | Love on the Rocks          |                               |
| 2004 | Fantasia                   |                               |
| 2003 | Lost in Time               |                               |
| 2003 | Naked Ambition             |                               |
| 2003 | Good Times, Bed Times      |                               |
| 2003 | Why Me, Sweetie?!          |                               |
| 2003 | Love for All Seasons       |                               |
| 2002 | Mighty Baby                |                               |
| 2002 | Women From Mars            |                               |
| 2002 | Dry Wood, Fierce Fire      |                               |
| 2002 | Fat Choi Spirit            |                               |
| 2002 | The Lion Roars             |                               |
| 2001 | La Brassiere               |                               |
| 2001 | The Legend of Zu           |                               |
| 2001 | Born Wild                  |                               |
| 2000 | Conman in Tokyo            |                               |
| 2000 | Troublesome Night 7        |                               |
| 2000 | For Bad Boys Only          |                               |
| 1999 | Century of the Dragon      |                               |
| 1999 | Bullets Over Summer        |                               |
| 1999 | Super Car Criminals        |                               |
| 1999 | Rules of the Game          |                               |
| 1999 | Troublesome Night 6        |                               |
| 1999 | Troublesome Night 5        |                               |
| 1998 | Troublesome Night 4        |                               |
| 1998 | The Suspect                |                               |
| 1998 | Troublesome Night 3        |                               |
| 1997 | Troublesome Night 2        |                               |
| 1997 | Troublesome Night          |                               |
| 1997 | Sealed with a Kiss         |                               |
| 1996 | Street of Fury             |                               |
| 1996 | On Fire (film)             |                               |
| 1996 | Those Were The Days        |                               |
| 1994 | Let's Go Slam Dunk         |                               |

## Series
- 2001 A Step Into The Past
- 2000 At the Threshold of an Era
- 1999 Detective Investigation Files IV
- 1998 Burning Flame
- 1997 A Recipe for the Heart
- 1997 I Can't Accept Corruption
- 1997 Man's Best Friend
- 1997 War & Remembrance
- 1996 Cold Blood Warm Heart
- 1996 The Hit Man Chronicles
- 1995 Against the Blade of Honour
- 1995 The Condor Heroes 95
- 1995 Happy Harmony
- 1994 Class of Distinction
- 1994 Knot to Treasure

- Biblioteca Nacional de España: XX4838808
- Bibliothèque nationale de France: cb15002439g (data)
- Gemeinsame Normdatei: 139132511
- International Standard Name Identifier: 0000 0000 7826 3207
- Library of Congress Control Number: no2007050768
- MusicBrainz: 75b37acb-18d4-4871-b2c0-24b5059e3ff4
- Nationale Bibliotheek van Tsjechië: xx0167711
- Nederlandse Thesaurus van Auteursnamen: 382632346
- Système universitaire de documentation: 139139087
- Virtual International Authority File: 54423179
- WorldCat: E39PBJycTRpj7JVX8pxgfkCYT3